# Неделя (мифология)

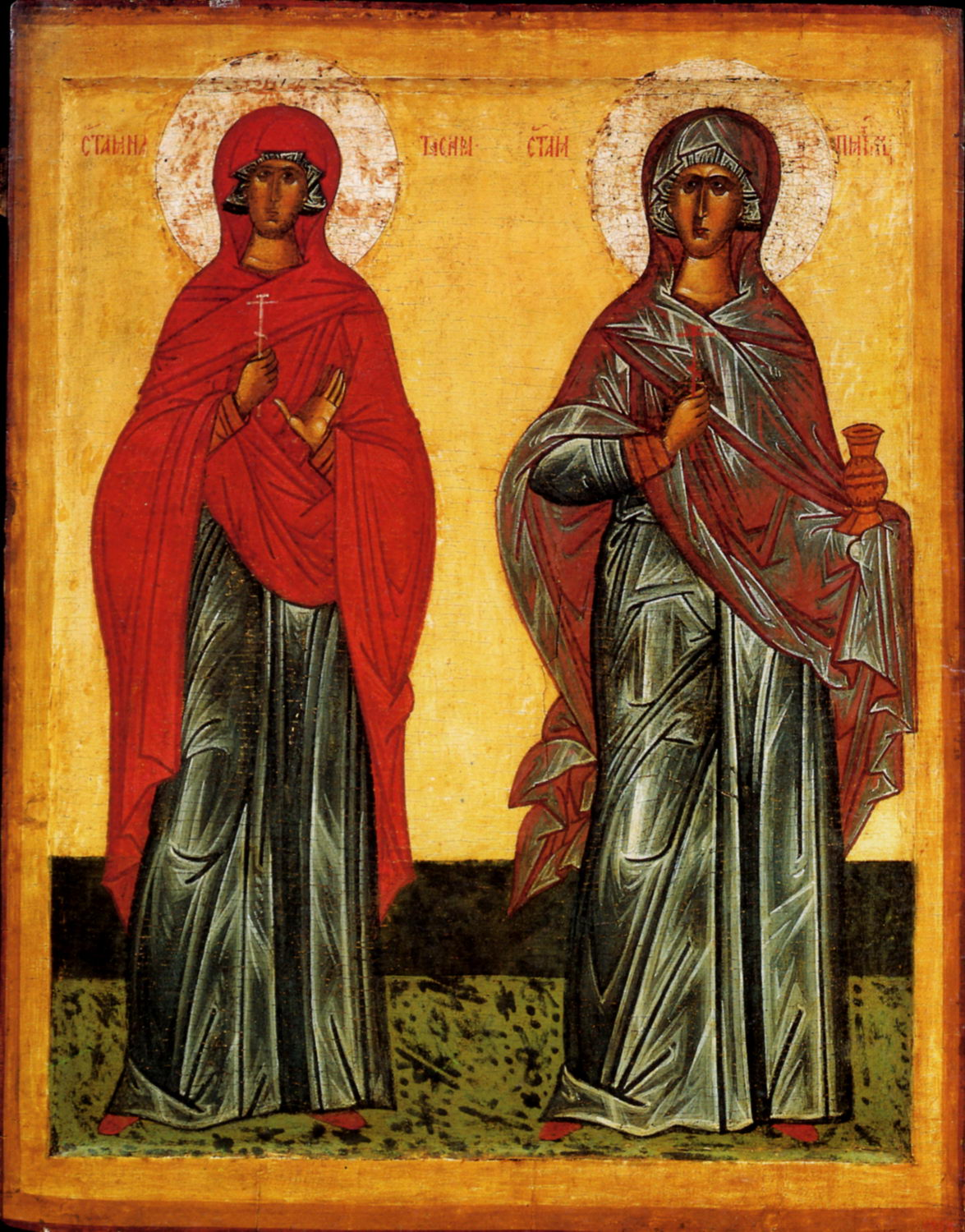
Икона «Святые Анастасия и Параскева Пятница», Россия, XV век.

Неде́ля (святая Неделька, святая Анастасия) — в народной традиции славян персонификация воскресенья, как дня недели. Соотносится со святой Анастасией (у болгар — и со святой Кириакией). С почитанием Недели связаны запреты на различные виды работ (ср. происхождение славянского неделя от не делать).

## В древнерусских источниках
В древнерусских поучениях против язычества («Слово о твари и дни рекомом неделе» и «Слово св. Григория... како первое погани суще языци кланялися идолом»), говорится, что почитать следует не изображение Недели в виде «болвана», не день недели как таковой, а «Христово воскресение».
На формирование народного культа святой Недели оказал влияние также переводной апокриф «Епистолия Иисуса Христа о неделе». Согласно апокрифу, в Риме или в Иерусалиме с неба падает камень, в котором обнаруживается «свиток». В нём от имени Христа предписывается жить праведно и чтить воскресный день (неделю), так как в этот день свершилось много знаменательных событий: Благовещение, Крещение Христа и Его Воскресение, в этот же день совершится Страшный суд. В заключение говорится, что не поверивший «писанию» будет проклят и обречён на муки. При этом, польские и юго-западно-русские списки апокрифа, опирающиеся на западно-европейскую редакцию, содержат упоминание только о почитании Недели, в то время как великорусские списки апокрифа, восходящие к византийскому протографу, наряду с Неделей упоминают в качестве почитаемых дней также среду и пятницу как дни, «которыми земля стоит». Сюжет апокрифа отразился в украинском и белорусском фольклоре, в русских духовных стихах. Помимо апокрифических сочинений, на народное почитание Недели оказал влияние культ святой Анастасией (греч. άναστασία ― «воскресенье»).

## Народное представление
Среди святых жён Параскева и Анастасия были на Руси особенно почитаемы. Их парные изображения наиболее часто встречаются в иконописи Новгорода. В культах мучениц много общего. Обе святые ассоциировались в народной традиции с образом Богородицы, евангельскими событиями (Анастасия — с "Рождеством Христовым", Параскева — "Распятием"), обе покровительствуют дням недели: Анастасия — воскресению, Параскева — пятнице. По народным поверьям считались покровительницами женского труда, почитались как целительницы. Иногда они наделялись одними и теми же иконографическими признаками. Обычно Параскева представлялась облаченной в красный мафорий, но изредка в красном изображалась и Анастасия. В почитании Анастасии её роль как целительницы акцентирована сильнее. Поэтому она чаще, чем Параскева, изображается держащей сосуд с лекарством. Ей молились женщины, ждущие появления ребенка.
Белорусы Гродненской губернии говорили, что день отдыха (бел. нядзеля) «был дан людям после того, как однажды человек спрятал святую Неделю от преследовавших её собак; до этого были одни будни». Украинцы Волынской губернии говорили, что «Бог подарил Неделе целый день, но велел ей самой следить, чтобы люди в этот день не работали». По хорватским представлениям,  святая Неделя была без рук, поэтому работать в этот день грешно.
Считалось, что святая Неделя приходит к тем, кто не соблюдает запрет работать в воскресенье. Неделя появляется в виде женщины в белой, золотой или серебряной одежде, с израненным телом и жалуется, что её колют веретенами, прядут её волосы, рубят, режут и т. п. В западно-белорусской легенде Неделя является в паре с нарядной и красивой жидовской недзелькой (т. е. субботой — нерабочим днём у евреев) и жалуется, что евреи свою «неделю» почитают, а «вы всё работаете в воскресенье, и мне чистое тело пооборвали».
Неделя просит людей не забывать о почитании праздника или жестоко наказывает нарушителей запретов длительной или смертельной болезнью, забивает до смерти вальком для трепания льна, сдирает кожу с рук и тела ткачих, не окончивших вовремя работу, и развешивает её на ткацком станке (аналогичные сюжеты связаны у украинцев со Параскевой Пятницей), душит, подвергает жизнь человека опасности (например, переворачивает воз), грозит смертью, пугает (женщине, оправдывающейся, что прядёт она в воскресенье потому, что голодна, подбрасывает в хату конские головы и мертвые тела: «Ешь, если голодна»).
Почитание Недели тесно связано с почитанием других персонифицированных дней недели — среды и пятницы, которые в народных верованиях связаны родственными узами. Сербы считают, что Параскева Пятница — мать или сестра святой Недели (см. следующие друг за другом дни святой Параскевы Пятницы — 28 октября и святой Анастасии ― 29 октября).